# SHINAGAWA GOOS
SHINAGAWA GOOS（シナガワ グース）は、東京都港区高輪（品川駅高輪口前）にあった大型ビジネスホテルを核テナントとした複合商業施設である。閉館したホテルパシフィック東京の建物を改装し、暫定施設として開業したが、京急とトヨタ自動車が再開発に着手するため、2021年3月31日を以て閉館した。

## 概要
2010年9月に閉館した「ホテルパシフィック東京」の建物を再活用する形で開業した。2009年時点では閉館後に内装の大改修で貸オフィス・貸会議室を核とするビジネス・コンベンション施設として開業させる予定であった。その後、大幅改修ではなく、従来のホテルパシフィック東京の客室・宴会場跡・レストラン跡などの区画を各事業者に賃貸して運営するテナントビル形態での開業が決定し、2011年4月29日にオープンした。
従来のホテルパシフィック東京では京急が連結子会社のホテル京急へ一棟貸しを行い運営をしており、採算割れとなった場合は京急が最終的に損失を被る形となったが、SHINAGAWA GOOSでは各区画毎に異なるテナントが京急へ一定賃料を支払う形となっているため、一定のリスク回避に成功している。
京急とトヨタ自動車が再開発に着手するため、2021年3月31日を以て閉館した。解体後は大規模複合施設を建設し、ホテルやオフィス、商業施設や国際会議場などを誘致する予定でプロジェクト予算は1千億円を超える。

## 沿革
- 2010年（平成22年）9月30日 - ホテルパシフィック東京としての営業を終了、閉館。
- 2011年（平成23年）
  - 1月20日 - 旧「ホテルパシフィック東京」の宿泊施設フロアを「京急EXイン 品川駅前」として4月29日に開業すると発表。
  - 1月21日 - 京急EXイン品川駅前の宿泊予約受付開始。
  - 2月22日 - 旧ホテルパシフィック東京を改装し、新たに開業する複合施設の名称が「SHINAGAWA GOOS（シナガワ グース）」に決定し、4月29日にオープンすると発表[4]。
  - 4月29日 - SHINAGAWA GOOSが開業。
- 2018年10月1日 -「京急EXホテル品川」にリブランド[5]。
- 2021年（令和3年）3月31日  - 閉館。

## 主なテナント
出店テナントの詳細は公式サイト「フロアガイド」を参照。
- 京急EXイン 品川駅前
- ザ ランドマークスクエア トーキョー（レストラン、結婚式場、宴会場）
- ガーデンシティ品川（貸会議室）
- 東天紅
- 大志満（加賀料理）
- 改造社書店
- 生活彩家
- ポポンデッタ with 京急レッドトレインガーデン
- タイムズ（駐車場）